# Серам (море)
Сера́м (Цера́м, Цера́мское мо́ре, Сера́мское мо́ре; индон. Seram, Ceram) — межостровное море Индонезии в Малайском архипелаге на западе Тихого океана. Располагается между островами Серам, Буру, Сула, Оби, Мисоол и полуостровами Чендравасих и Бомбарай западного побережья Новой Гвинеи, простираясь в широтном направлении примерно на 600 км.
Площадь — 161 тысяча км², объём воды — 173 тысячи км³, средняя глубина — 1074 м, наибольшая — 5319 м. Средняя годовая температура воды на поверхности 28—28,5 °C, солёность около 34‰. Приливы неправильные полусуточные, величиной до 2,3 м. У берегов многочисленные коралловые рифы.
Крупнейшие заливы: Берау, Себакор, Савай.
Главные порты: Вару (остров Серам), Факфак (остров Новая Гвинея).